# Roman Reigns
Leati Joseph „Joe” Anoaʻi (ur. 25 maja 1985 w Pensacoli na Florydzie) – amerykański wrestler, były zawodnik futbolu kanadyjskiego i członek rodziny Anoaʻi, obecnie występujący w federacji WWE w brandzie SmackDown pod pseudonimem ringowym Roman Reigns. Był posiadaczem WWE Universal Championship przez ponad 1300 dni lecz na gali Wrestlemania XL tytuł ten odebrał mu Cody Rhodes.
Po ukończeniu koledżu, podczas którego grał dla Georgia Tech Yellow Jackets, Anoaʻi rozpoczął karierę profesjonalnego zawodnika w futbolu dla Minnesota Vikings i Jacksonville Jaguars. Rozegrał również pełny sezon dla Edmonton Ekimos w Canadian Football League (CFL), po czym w 2008 ogłosił odejście na emeryturę.
Anoaʻi skupił się na rozpoczęciu kariery w profesjonalnym wrestlingu i podpisał kontakt z WWE w 2010, po czym został przydzielony do rozwojowej federacji Florida Championship Wrestling (FCW). Zadebiutował w głównym rosterze w listopadzie 2012, gdzie grając postać Romana Reignsa zadebiutował z Deanem Ambrosem i Sethem Rollinsem jako grupa The Shield. Trio współpracowało do czerwca 2014, po czym Reigns rozpoczął solową karierę. Reigns jest trzykrotnym posiadaczem WWE World Heavyweight Championship, jednokrotnym posiadaczem WWE United States Championship, jednokrotnym posiadaczem WWE Tag Team Championship (z Rollinsem), jednokrotnym posiadaczem WWE Intercontinental Championship, universal championship i zwycięzcą 2015 Royal Rumble matchu oraz zdobywcą statuetki Slammy w kategorii „Superstar of the Year 2014”. Wyrównał rekord w ilości eliminacji w pojedynczym Survivor Series elimination matchu (cztery eliminacje) na gali z 2013, a także pobił rekord w ilości eliminacji uczestników Royal Rumble matchu (12 eliminacji na gali z 2014).
Reigns uczestniczył w wielu walkach wieczoru gal pay-per-view, w tym na WrestleManii 31, WrestleManii 32 i WrestleManii 33. Pomimo układania scenariuszy budujących Reignsa jako idola publiczności, Reigns otrzymuje wiele negatywnych reakcji od fanów i krytyków. W rezultacie, w 2016 został wybrany najbardziej znienawidzonym zawodnikiem roku przez czasopismo Pro Wrestling Illustrated, stając się pierwszym protagonistą otrzymującym ów tytuł. 22 października na RAW ogłosił zawieszenie kariery ze względu na powrót białaczki, którą pierwszy raz zdiagnozowano mu 11 lat temu, tym samym zrzekając się tytułu WWE Universal Championship.

## Kariera zawodnika futbolu amerykańskiego i kanadyjskiego
Anoaʻi grał w futbol amerykański, uczęszczając do Pensacola Catholic High School i Escambia High School. W ostatnim roku jego nauki w liceum został ogłoszony najlepszym defensywnym zawodnikiem roku przez Pensacola News Journal. Uczęszczał do Georgia Institute of Technology, gdzie grał w szkolnej drużynie futbolowej – Geogia Tech Yellow Jackets. W ostatnim roku studiów na uczelni stał się kapitanem drużyny.
Anoaʻi podpisał kontrakt z Minnesota Vikings w maju 2007 roku, jednak został zwolniony tego samego miesiąca. Podpisał kontrakt również z Jacksonville Jaguars, w sierpniu 2007, lecz został zwolniony niecały tydzień później, tuż przed rozpoczęciem sezonu NFL.
W 2008 podjął pracę dla Edmonton Eskimos, drużyny z Canadian Football League (CFL). Anoaʻi rozegrał sezon z numerem 99, zagrał w pięciu meczach. Został zwolniony z Edmonton Eskimos 10 listopada 2008 i zakończył karierę futbolisty.

## Kariera profesjonalnego wrestlera

### WWE

#### Florida Championship Wrestling (2010–2012)
Anoa’i podpisał kontrakt rozwojowy z WWE w lipcu 2010 i został przydzielony do ówczesnej rozwojówki federacji – Florida Championship Wrestling. Zadebiutował 9 września 2010 jako Roman Leakee; tego wieczoru przegrał walkę z Richiem Steamboatem. Swoją pierwszą wygraną odnotował 21 września, pokonał Fahda Rakmana. Od tej pory walczył głównie w dywizji tag-teamowej. W styczniu 2011 wziął udział w 30-osobowym Grand Royal, jednak nie zdołał go wygrać. Leakee połączył siły z Donnym Marlowem. 8 lipca przegrali walkę o FCW Florida Tag Team Championship z Calvinem Rainsem i Big E Langstonem.
5 lutego 2012 zdobył miano pretendenckie do FCW Heavyweight Championship, pokonując Deana Ambrose’a i Setha Rollinsa w Triple Threat matchu. Tydzień później przegrał walkę o mistrzostwo z Leo Krugerem. 15 czerwca zdobył FCW Florida Tag Team Championship w drużynie z Mikiem Daltonem. Leakee i Dalton stracili tytuły niecały miesiąc później, na rzecz CJ-a Parkera i Jasona Jordana.
Po przemianowaniu FCW na NXT, Anoaʻi zadebiutował w NXT 31 października 2012, jako Roman Reigns pokonał CJ-a Parkera. Przyjął gimmick biznesmena.

#### The Shield (2012–2014)

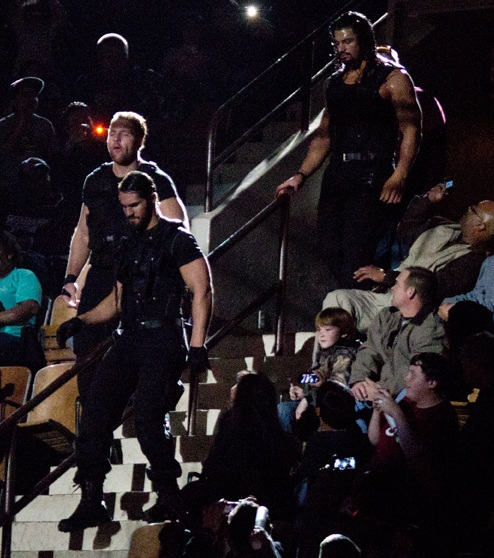
Członkowie The Shield kierujący się do ringu

Roman Reigns zadebiutował w głównym rosterze 18 listopada 2012 roku, na gali Survivor Series. Wraz z Deanem Ambrosem i Sethem Rollinsem zaatakowali Rybacka podczas walki wieczoru, co pozwoliło CM Punkowi obronić pas WWE Championship. Trio nazwało swoją grupę „The Shield” i obiecało walczyć z niesprawiedliwością w WWE. Zaprzeczyli, że pracują dla CM Punka, mimo ciągłych ataków na przeciwników mistrza WWE. Ich interwencje doprowadziły do Six-Man TLC Matchu na gali TLC: Tables, Ladders and Chairs, w którym The Shield pokonało Team Hell No (Kane i Daniel Bryan) oraz Rybacka. 28 stycznia 2013, po kolejnej interwencji grupy w walkę Punka, wyjawiono, że CM Punk i jego manager, Paul Heyman, płacili The Shield i sędziemu Bradowi Maddoxowi za pomoc w pokonaniu przeciwników.
The Shield zakończyło współpracę z Punkiem, skupiło się natomiast na rywalizacji z Johnem Ceną, Rybackiem i Sheamusem. Wygrali z nimi walkę na gali Elimination Chamber, a następnego dnia zwyciężyli w walce z Sheamusem, Rybackiem i Chrisem Jericho. Na WrestleManii 29 wygrali starcie z Sheamusem, Randym Ortonem i Big Showem. Następnej nocy na Raw próbowali zaatakować The Undertakera, lecz przeszkodziło im Team Hell No. 22 kwietnia pokonali Undertakera i Team Hell No w Six-Man Tag Team Matchu. Pierwszą przegraną odnotowali w Elimination Tag Team matchu z Ceną i Team Hell No.
19 maja, na gali Extreme Rules, Reigns i Rollins pokonali Team Hell No i stali się nowymi posiadaczami WWE Tag Team Championship. Na Payback, obronili pasy mistrzowskie w walce z Bryanem i Ortonem, a na następnych galach w starciach z The Usos i The Prime Time Players (Titus O’Neil i Darren Young).

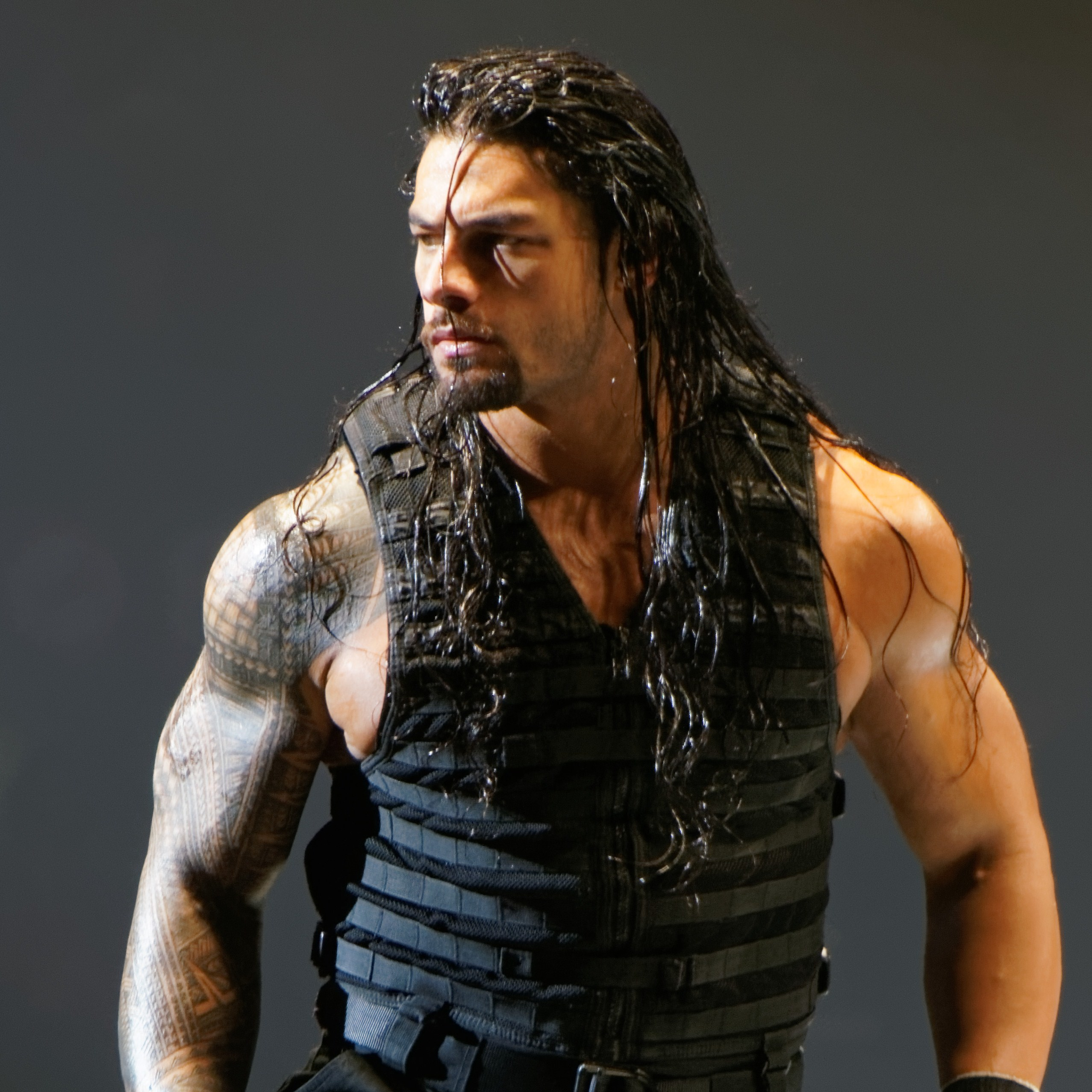
Reigns w listopadzie 2013

W sierpniu 2013 The Shield nawiązało współpracę z The Authority. 14 października na Raw, Reigns i Rollins utracili tytuły mistrzowskie na rzecz Cody’ego Rhodesa i Goldusta. Po przegranym starciu rewanżowym na Hell in a Cell, relacje pomiędzy członkami The Shield zaczęły się pogarszać. Na Survivor Series, Reigns został ostatnim przetrwałym w Traditional Survivor Series Matchu. Na gali Royal Rumble, Reigns dołączył do Royal Rumble Matchu z numerem 15. i pobił rekord eliminacji (12). Wyeliminował obydwu kolegów z drużyny, sam został wyeliminowany przez Batistę. Następnej nocy na Raw przegrali walkę z Danielem Bryanem, Johnem Ceną i Sheamusem poprzez dyskwalifikację w wyniku interwencji ze strony The Wyatt Family. Przez tę przegraną żaden z członków The Shield nie mógł wziąć udziału w Elimination Chamber matchu na następnej gali PPV. The Shield przegrało walkę drużynową z The Wyatt Family na gali Elimination Chamber.
W marcu wszyscy trzej członkowie grupy przeszli face turn i rozpoczęli rywalizację z Kanem. Punktem kulminacyjnym feudu była wygrana przez The Shield walka drużynowa z Kanem i New Age Outlaws na WrestleManii XXX. Następnymi rywalami dla The Shield została przywrócona do WWE grupa Evolution, na czele z Triple H. Grupa pokonała Evolution na Extreme Rules i Payback. Po odejściu Batisty z WWE, Triple H przekonał Setha Rollinsa do odejścia z The Shield i wstąpienia do The Authority.

#### WWE World Heavyweight Champion (2014–2016)

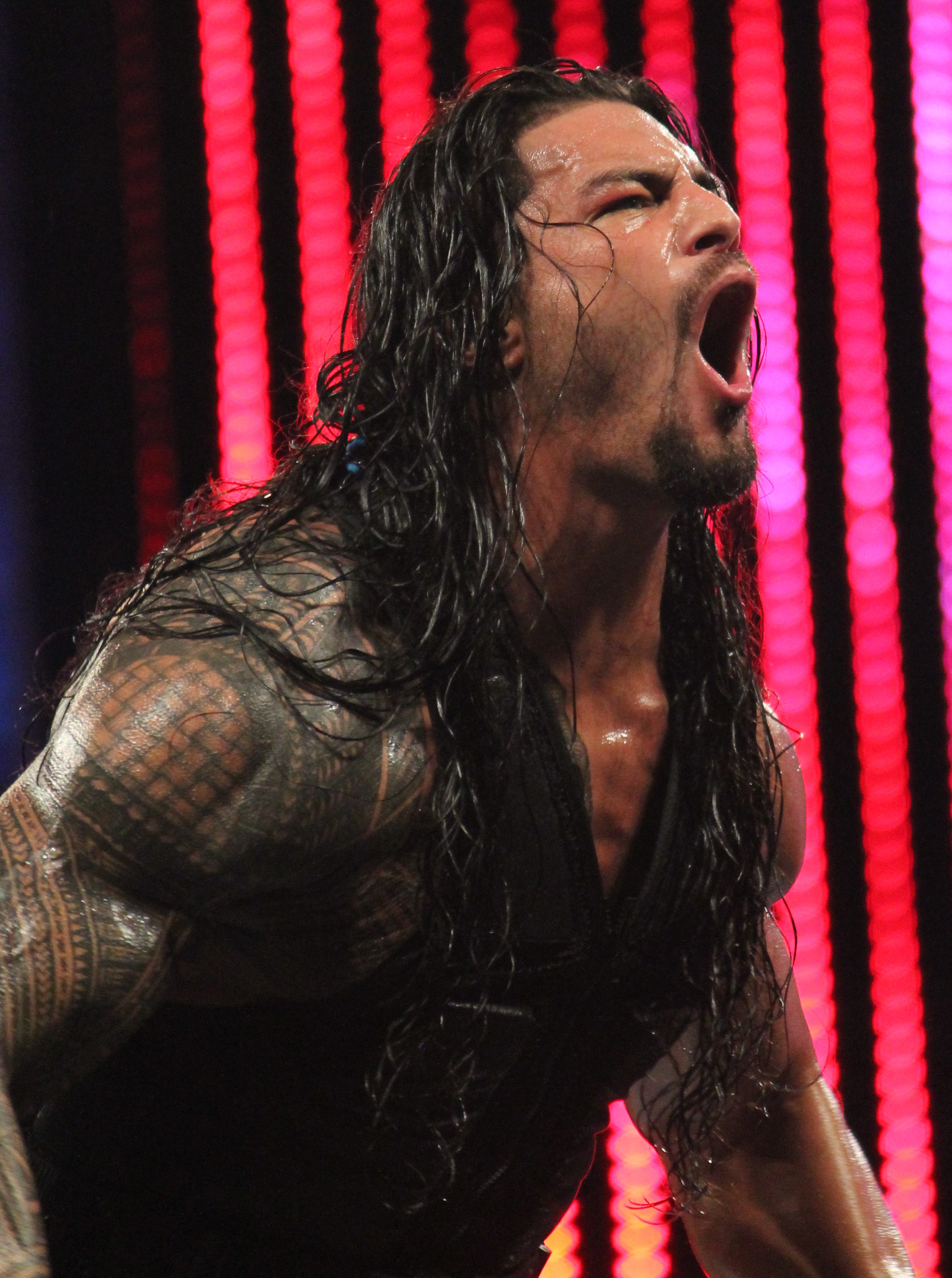
Reigns w kwietniu 2014

Po rozpadzie The Shield w czerwcu 2014, Reigns wziął udział w Ladder matchu o WWE World Heavyweight Championship, lecz nie udało mu się zdobyć tytułu. Po kolejnej przegranej w walce o mistrzostwo na Battleground, rozpoczął rywalizację z Randym Ortonem. Reigns pokonał Ortona w ich starciu na SummerSlam. Na gali Night of Champions Reigns miał się zmierzyć z Sethem Rollinsem, lecz walka nie odbyła się z powodu kontuzji Reignsa.
8 grudnia zdobył statuetkę Slammy „Superstar of the Year”. Na gali TLC: Tables, Ladders and Chairs, powstrzymał Big Showa interweniującego w walkę pomiędzy Johnem Ceną a Rollinsem. Rozpoczęło to krótką rywalizację z Big Showem. W styczniu 2015 Reigns dołączył do Royal Rumble Matchu jako numer 19., jako ostatniego wyelimiinował Ruseva i wygrał Royal Rumble Match. Został zmuszony do obrony swojego prawa do walki o mistrzostwo w starciu z Danielem Bryanem na gali Fastlane. Pokonał Bryana, a na WrestleManii 31 miał się zmierzyć z Brockiem Lesnarem. Podczas walki Seth Rollins wykorzystał zdobyty wcześniej kontrakt Money in the Bank, przez co singles match stał się Triple Threat matchem. Rollins przypiął Reignsa i zdobył tytuł. Na gali Extreme Rules Reigns pokonał Big Showa w Last Man Standing matchu. Na Payback nie udało mu się zdobyć WWE World Heavyweight Championship w walce z Sethem Rollinsem.
W lipcu wziął udział w Money in the Bank Matchu, jednak interwencja Braya Wyatta powstrzymała go przed zdobyciem walizki. Na Battleground został pokonany przez Wyatta, po tym, jak w walkę zainterweniował członek Wyatt Family – Luke Harper. Na SummerSlam Reigns i Dean Ambrose pokonali Wyatta i Harpera. Dzień później, w trakcie walki rewanżowej, zostali zaatakowani przez debiutującego Brauna Strowmana. Na gali Night of Champions, w drużynie z Chrisem Jericho i Ambrosem zostali pokonani przez The Wyatt Family. Rywalizacja pomiędzy Reignsem a Wyattem zakończyła się wygranym przez Reignsa Hell in a Cell Matchem na gali Hell in a Cell.
Po tym jak Seth Rollins musiał zwakować WWE World Heavyweight Championship w wyniku kontuzji, Triple H zaoferował Romanowi Reignsowi miano pretendenckie do tytułu, pod warunkiem, że ten dołączy do The Authority. W ten sposób Reigns ominąłby turniej mający na celu wyłonienie nowego mistrza. Reigns odmówił i ostatecznie wygrał turniej oraz zwakowany tytuł na Survivor Series, w walce przeciwko Deanowi Ambrose’owi. Interwencja Triple H po walce pozwoliła Sheamusowi na wykorzystanie walizki Money in the Bank i zdobycie przez niego tytułu. Reigns przegrał walkę rewanżową na TLC: Tables, Ladders and Chairs. Po walce Reigns zaatakował Sheamusa, jak i pomagającym mu Alberta Del Rio i Ruseva, a następnie zaatakował Triple H, który to przyszedł na ring, by uspokoić byłego mistrza. Reigns pokonał Sheamusa w Title vs. Career matchu następnej nocy na Raw i odzyskał tytuł. Po kolejnej wygranej walce Reignsa z Sheamusem, sędzia specjalny tegoż pojedynku – Mr. McMahon – nakazał mistrzowi bronić tytułu w 30-osobowym Royal Rumble matchu na gali Royal Rumble. Na owej gali, Triple H powrócił jako 30. zawodnik, wyeliminował Reignsa i wygrał pojedynek, stając się nowym mistrzem.
Na Fastlane zdobył miano pretendenckie do WWE World Heavyweight Championship, wygrywając Triple Threat match z Deanem Ambrosem i Brockiem Lesnarem. 22 lutego został brutalnie zaatakowany przez Triple H; w wyniku ataku doznał kontuzji nosa. Powrócił 14 marca na Raw, atakując Triple H po jego walce z Dolphem Zigglerem. Na WrestleManii 32 odzyskał WWE World Heavyweight Championship w walce z Triple H. Obronił swój tytuł w starciu przeciwko AJ-owi Stylesowi na galach Payback i Extreme Rules. Po drugiej z walk został zaatakowany przez powracającego po kontuzji Setha Rollinsa. Z Rollinsem zmierzył się na Money in the Bank; przegrał walkę oraz tytuł mistrzowski. Panowanie Rollinsa nie trwało długo – chwilę później, zdobywca walizki Money in the Bank, Dean Ambrose, wykorzystał kontrakt na walkę z mistrzem i wygrał pojedynek z Rollinsem. 21 czerwca 2016, Anoaʻi został zawieszony na okres 30 dni za naruszenie antydopingowego programu WWE Wellness Policy.

#### United States Champion (2016-2017)

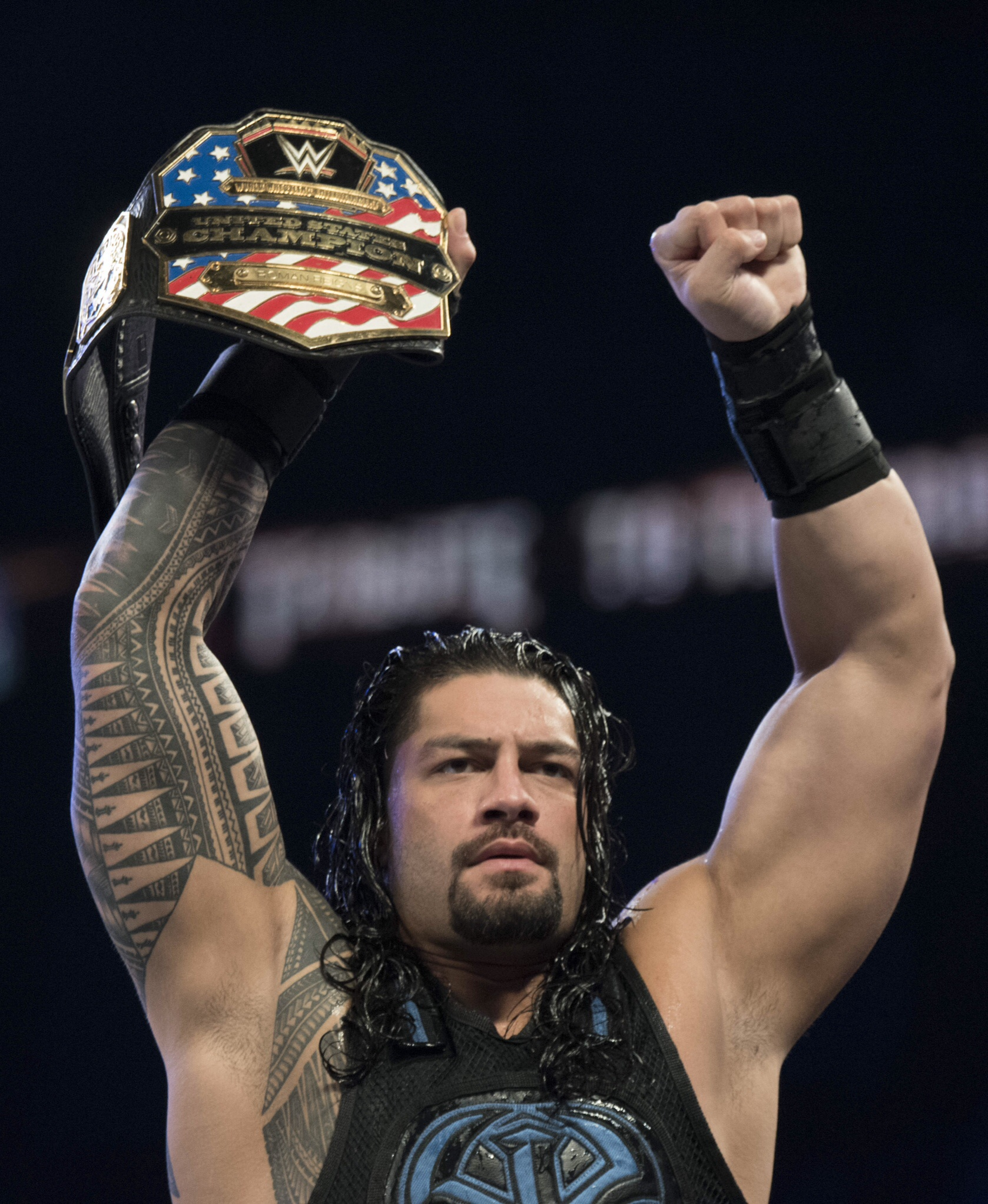
Reigns z tytułem WWE United States Championship w grudniu 2016

W lipcu, w wyniku WWE Draftu, Roman Reigns stał się członkiem brandu Raw. 24 lipca, Reings powrócił na gali Battleground, staczając walkę z Rollinsem o Ambrosem o WWE Championship; z pojedynku wyszedł zwycięsko Ambrose, którzy przypiął Reignsa. 25 lipca na tygodniówce Raw, Reigns wziął udział w Fatal 4-way matchu wyłaniającego jednego z pretendentów do możliwości walki z Rollinsem o WWE Universal Championship na gali SummerSlam. Zdołał on pokonać Chrisa Jericho, Samiego Zayna oraz Sheamusa. W walce wieczoru tejże tygodniówki przegrał z Finnem Bálorem, który stał się pretendentem do tytułu. Reigns rozpoczął rywalizację z posiadaczem WWE United States Championship – Rusevem. Wyzwał go na pojedynek, i pomimo że Rusev odrzucił wyzwanie, Generalny Menedżer Raw Mick Foley przyznał Reignsowi szansę na zdobycie mistrzostwa Stanów Zjednoczonych na SummerSlam. Ostatecznie pojedynek nie odbył się, ponieważ Rusev nie był w stanie bronić mistrzostwa po bójce z Reignsem przed rozpoczęciem walki. Po tym, jak Rusev spowodował przegraną Reignsa w jego walce o miano pretendenckie do WWE Universal Championship, ustalono, że rewanż pomiędzy rywalami odbędzie się na gali WWE Clash of Champions. 25 września 2016 na gali Clash of Champions, Reigns pokonał Ruseva w pojedynku o mistrzostwo stając się posiadaczem United States Championship po raz pierwszy w karierze. Miesiąc później na gali Hell in a Cell pokonał Ruseva w rewanżu w tytułowym pojedynku. Reigns został ogłoszony jednym z członków męskiej drużyny Raw do pojedynku 5-on-5 Survivor Series Tag Team Elimination matchu na gali Survivor Series. Jego drużyna przegrała z zespołem SmackDown, zaś on został ostatnią wyeliminowaną osobą ze swojej drużyny. Reigns obronił United States Championship w walce z Jericho na tygodniówce Raw z 5 grudnia. Na gali Roadblock: End of the Line nie zdołał pokonać Owensa o WWE Universal Championship ze względu na dyskwalifikację po ataku na mistrza ze strony Jericho.
Na gali Royal Rumble, Reigns zmierzył się w rewanżu z Owensem, lecz tym razem Jericho był zawieszony w klatce nad ringiem. Mimo tego przegrał pojedynek po interwencji ze strony Brauna Strowmana. Tej samej nocy wziął udział w Royal Rumble matchu jako 30. uczestnik, gdzie wyeliminował Braya Wyatta, Chrisa Jericho i The Undertakera, lecz został wyrzucony z ringu przez zwycięzcę walki, Randy’ego Ortona. Na gali Fastlane z 5 marca, Reigns pokonał Strowmana, wskutek czego stał się pierwszą osobą, która czysto go pokonała w głównym rosterze. Następnej nocy na Raw, Reigns został przywołany przez Strowmana, lecz w ringu pojawił się The Undertaker. Ostatecznie Undertaker zaatakował Reignsa wykonując mu chokeslam. Na WrestleManię 33 ogłoszono No Holds Barred match pomiędzy Reignsem i Undertakerem. Swoją trzecią walkę wieczoru WrestleManii w karierze wygrał Reigns, doprowadzając do drugiej porażki Undertakera na WrestleManii i powodując jego przejście na emeryturę. 3 kwietnia na Raw, Reigns wszedł do ringu przy buczeniu publiczności, która przez dziesięć minut skandowała przeciwko niemu i uniemożliwiała wypowiedzenie słów. Ostatecznie Reigns wypowiedział zdanie „This is my yard now” (pol. To jest teraz moje podwórko – z tych słów słynął Undertaker), po czym opuścił ring.
Dalsza rywalizacja z Braunem Strowmanem i pogoń za pasem Universal (2017-2018)
Na następnym Raw Reigns został brutalnie zaatakowany przez Brauna Strowmana, który wywrócił karetkę, w której znajdował się obolały Samoańczyk. Obaj zmierzyli się na gali Payback, gdzie wygrał Strowman. Reigns brał udział w Fatal 5-Wayu na Extreme Rules, gdzie zwycięzca miał został pretendentem do pasa Universal, jednakże walkę wygrał Samoa Joe. Reigns wrócił do rywalizacji ze Strowmanem. Na Great Balls Of Fire doszło do Ambulance Matchu, który wygrał Strowman, ponieważ Reigns nie trafił Spearem i wskoczył prosto do karetki. Po walce Reigns zaatakował Strowmana i mimo bycia face'em roztrzaskał tył karetki ze Strowmanem w środku o ścianę w garażu budynku. Na SummerSlam doszło do Fatal 4-Wayu o pas Universal, w którym uczestniczyli Brock Lesnar, jako panujący mistrz, Samoa Joe, Braun Strowman i Roman Reigns. Ze starcia zwycięsko wyszedł Lesnar. Na kolejnej gali, czyli No Mercy Reigns mierzył się z Johnem Ceną, z którym wygrał. Po tej wygranej Reigns zaczął rywalizować z ówczesnym mistrzem Interkontynentalnym The Mizem i jego podopiecznymi Bo Dallasem i Curtisem Axelem, czyli Miztourage. Wtedy też doszło do ponownego zjednoczenia The Shield. Grupa zawalczyła z Mizem, The Bar, Kane'em oraz Strowmanem w TLC Handicap matchu, jednakże Reignsa zastąpił Kurt Angle, ponieważ Reigns złapał wtedy chorobę.
Reigns powrócił w listopadzie, gdzie na Survivor Series The Shield pokonało The New Day, a następnej nocy na Raw Reigns pokonał Miza i został po raz pierwszy mistrzem Interkontynentalnym. Tytuł Reigns utracił podczas 25. rocznicy Monday Night Raw w styczniu 2018 r.
Roman Reigns wziął udział w 30-osobowym Royal Rumble matchu, gdzie został wyeliminowany na samym końcu przez zwycięzcę Shinsuke Nakamurę. Podczas Elimination Chamber brał udział w tytułowej walce o miano pretendenta do pasa Universal, gdzie ostatecznie wyeliminował jako ostatniego Brauna Strowmana i wygrał. Na WrestleManii doszło do pojedynku z mistrzem Brockiem Lesnarem w walce wieczoru, jednak Reigns przegrał. Miesiąc później podczas Greatest Royal Rumble miał kolejną szansę pokonać Lesnara w Steel Cage Matchu, jednak znowu mu się udało po tym, jak po Spearze z klatki pierwszy wypadł Lesnar. Kolejnym rywalem Reignsa był Samoa Joe, którego Reigns pokonał na Backlash. Po pokonaniu Jindera Mahala na Money in the Bank zaczął on rywalizację z Bobbym Lashleyem, z którym przegrał na Extreme Rules, jednak następnej nocy na Raw doszło do kolejnej walki, tym razem o miano pretendenta do pasa Universal i tam zwycięstwo odniósł Reigns. Na SummerSlam Roman Reigns pokonał Brocka Lesnara i został po raz pierwszy mistrzem Universal WWE. Następnego dnia posiadacz walizki Money in the Bank Braun Strowman chciał zrealizować na nim kontrakt, jednak uniemożliwili mu to Dean Ambrose oraz Seth Rollins, dzięki czemu doszło do kolejnego powrotu The Shield. Reigns bronił swojego tytułu na Hell In A Cell przeciwko Strowmanowi, który wcześniej zapowiedział realizację swojego kontraktu Money in the Bank. Ostatecznie walki nikt nie wygrał, ponieważ powracający Brock Lesnar zaatakował obydwu zawodników. 6 października na Super Show-Down, The Shield pokonało Strowmana, Zigglera i McIntyre'a w six-man tag team matchu, przegrali z nimi w rewanżu na Raw dwie noce później.
Na Crown Jewel Reigns miał bronić tytułu w walce z Lesnarem i Strowmanem, jednak 22 października na Raw zrzekł się tytułu z powrotu nawrotu białaczki po 11 latach. Reigns ogłosił przerwę na czas nieokreślony.
Powrót po białaczce (2019)
25 lutego 2019 r. Reigns powrócił na Raw, ujawniając, że jego białaczka ponownie jest w stanie remisji, co wywołało ogromną owację tłumu. Później tej samej nocy, Reigns i Rollins pojawili się, aby pomóc Ambrose'owi przed atakiem Drew McIntyre'a, Bobby'ego Lashleya, Eliasa i Barona Corbina. W następnym tygodniu na Raw, Ambrose asystował Reignsowi i Rollinsowi przed kolejnym atakiem całej czwórki, zanim trio wykonało swoją popisową pozę, oficjalnie łącząc grupę po raz trzeci. Tarcza pokonała drużynę McIntyre'a, Lashleya i Corbina na Fastlane. 25 marca na odcinku Raw, Reigns przyjął wyzwanie od McIntyre'a na walkę na WrestleManii 35. Podczas WrestleManii Reigns pokonał McIntyre'a.
Podczas WWE Superstar Shake-up 2019, Reigns został przeniesiony na SmackDown 16 kwietnia na odcinku SmackDown. Podczas odcinka, Reigns zaatakował Eliasa i Vince'a McMahona. W następnym tygodniu Elias wyzwał Reignsa na walkę podczas Money in the Bank PPV, który Reigns zaakceptował i wygrał. 20 maja na odcinku Raw, Reigns, który pojawił się dzięki zasadzie dzikiej karty, został przerwany przez Shane'a McMahona, który wciąż był zaniepokojony wcześniejszym atakiem Reignsa na swojego ojca. Reigns następnie wyzwał Shane'a na pojedynek na Super ShowDown, który ten zaakceptował. Na Super ShowDown w czerwcu, Reigns przegrał z McMahonem po ingerencji McIntyre'a. Trzy tygodnie później Reigns pokonał McIntyre'a na Stomping Grounds, pomimo ingerencji McMahona. Następnej nocy na Raw, Reigns został uratowany przez Undertakera przed atakiem McMahona i McIntyre'a. Reigns i Undertaker połączyli siły, aby pokonać McMahona i McIntyre'a w tag team matchu No Holds Barred na Extreme Rules 14 lipca.
30 lipca na odcinku SmackDown niezidentyfikowana osoba próbowała zrzucić sprzęt oświetleniowy na Reigns'a. W następnym tygodniu Reigns ponownie był celem ataku, ponieważ padł ofiarą uderzenia. Po wykluczeniu Samoa Joe i Buddy'ego Murphy'ego jako podejrzanych, Reigns następnie oskarżał Daniela Bryana i Ericka Rowana z powodu zeznań Murphy'ego i pozornie obciążającego materiału wideo. Jednak Bryan ujawnił napastnika jako człowieka, który jedynie przypominał Rowana. Niemniej jednak Reigns znalazł dodatkowe nagranie, na którym Rowan popychał sprzęt. Rowan następnie przyznał, że to on i przyznał, że był również odpowiedzialny za uderzenie. To spowodowało, że Bryan i Rowan rozdzielili się z powodu kłamstwa Rowana, a na Clash Of Champions doszło do No DQ matchu pomiędzy Rowanem, a Reignsem, który wygrał ten pierwszy z powodu ingerencji powracającego Luke'a Harpera. Reigns później pokonał Rowana w Lumberjack matchu w 20. rocznicę SmackDown, a następnie połączył siły z Bryanem, by pokonać Rowana i Harpera na Hell in a Cell 6 października w tornado tag team matchu i zakończyć feud z nimi. Na Crown Jewel później w tym samym miesiącu, Reigns był częścią Teamu Hogana (obok Ruseva, Ricocheta, Shorty'ego G i Alego), pokonując Team Flaira (Randy Orton, King Corbin, Bobby Lashley, Shinsuke Nakamura i Drew McIntyre).
W listopadzie Reigns rozpoczął feud z Kingiem Corbinem i jego sojusznikami Dolphem Zigglerem i Robertem Roode'em. Reigns został mianowany kapitanem drużyny na SmackDown na Survivor Series, gdzie on i jego czterej koledzy z drużyny pokonali Team Raw i Team NXT. Podczas meczu Corbin spowodował, że Mustafa Ali został wyeliminowany. Doprowadziło to do TLC matchu na TLC pay-per-view, który Reigns przegrał po ingerencji Zigglera i The Revival (Dash Wilder i Scott Dawson). Podczas Royal Rumble 26 stycznia 2020 r. Reigns pokonał Corbina w Falls Count Anywhere matchu, po otrzymaniu pomocy od The Usos. Później tej nocy wziął udział w meczu Royal Rumble, ale był ostatnim zawodnikiem wyeliminowanym przez ostatecznego zwycięzcę Drew McIntyre'a. W następnym miesiącu na Super ShowDown, Reigns pokonał Corbina w Steel Cage matchu, aby zakończyć ich program.
Następnej nocy na SmackDown, Reigns przerwał promo Goldberga i wyzwał go do walki o Universal Championship. Walka miała odbyć się podczas WrestleManii 36. Jednak 3 kwietnia ogłoszono, że Braun Strowman zastąpi Reignsa na WrestleManii, po tym, jak Reigns wycofał się z powodu obaw związanych z pandemią COVID-19 i jego obniżoną odpornością z powodu białaczki. Po WrestleManii, Reigns nadal był nieobecny w programie WWE w środku pandemii, mówiąc Hindustan Times: „Dla mnie po prostu musiałem dokonać wyboru dla mojej rodziny. Firma (WWE) zrobiła wszystko, co mogła, aby to najbezpieczniejsze z możliwych środowisko pracy. Nie jest to miejsce pracy, o które koniecznie się martwiłem. Decyzja została podjęta głównie dlatego, że każdy wykonawca dużo podróżuje, a wszyscy jesteśmy tak różnorodną grupą i zewsząd. Nie jestem przekonany i nie mogę ufać temu, że wszyscy traktują to tak poważnie i zamykają się w domu jak ja. Ufam swojemu życiu z moimi współpracownikami za każdym razem, gdy wchodzę na ring, ale po prostu mogę pokładać takie samo zaufanie, gdy w grę wchodzą moje dzieci, moja żona i moja rodzina”.
Tribal Chief (od 2020)
Reigns powrócił na SummerSlam 23 sierpnia, atakując nowego mistrza Universal "The Fiend" Braya Wyatta i Brauna Strowmana po ich walce o tytuł. Na kolejnym SmackDown, Reigns wszedł w sojusz ze swoim nowym menedżerem, Paulem Heymanem, przechodząc heel turn po raz pierwszy od 2014 r. Na Payback, Reigns pokonał Fienda i Strowmana, aby po raz drugi wygrać Universal Championship. Reigns następnie rozpoczął rywalizację ze swoim kuzynem Jeyem Uso. W swojej pierwszej obronie o mistrzostwa na Clash of Champions, Reigns zachował tytuł przez techniczny nokaut, po tym jak Reigns brutalnie pokonał Jeya, a Jimmy Uso rzucił ręcznikiem. Po tym, Reigns przyznał Jeyowi rewanż na Hell in a Cell, a mecz został później potwierdzony jako mecz Hell in a Cell, z dodatkowym zastrzeżeniem, że jest to mecz "I Quit". W swojej drugiej obronie mistrzowskiej na premierze drugiego sezonu Friday Night SmackDown Season 2, Reigns pokonał Brauna Strowmana przez techniczne poddanie, aby zachować tytuł. 25 października na gali Hell in a Cell, Reigns zmusił Jeya do rezygnacji po zaatakowaniu rannego Jimmy'ego, zachowując w ten sposób swój tytuł. Z powodu porażki, Jey otrzymał rozkaz podążania za rozkazami Reignsa i zwracania się do niego jako "Wódz Plemienny", tym samym przechodząc heel turn.
Na Survivor Series 22 listopada, Reigns pokonał WWE Championa Raw Drew McIntyre'a w meczu Champion vs. Champion.
Reigns następnie rozpoczął feud z Kevinem Owensem, po tym jak Reigns zauważył, że Owens nie szanuje jego rodziny. Reigns skutecznie obronił tytuł przeciwko Owensowi w meczu TLC na TLC: Tables, Ladders & Chairs 20 grudnia, 25 grudnia na SmackDown w Steel Cage Matchu oraz w walce Last Man Standing na Royal Rumble 31 stycznia 2021 r.
Reigns następnie obronił swój tytuł przeciwko Danielowi Bryanowi na obu galach: Elimination Chamber i Fastlane. W tym czasie Reigns również feudował z Edge'em, który wygrał mecz Royal Rumble. W głównym wydarzeniu drugiej nocy WrestleManii 37 11 kwietnia, Reigns pokonał Bryana i Edge'a w triple threat matchu, aby zachować Universal Championship po pomocy Jeya Uso. 30 kwietnia na SmackDown, Reigns pokonał Bryana w walce Title vs. Career, co spowodowało opuszczenie niebieskiej tygodniówki przez Bryana. Następnym pretendentem do mistrzostwa w Reigns był Cesaro, którego Reigns pokonał na WrestleMania Backlash 16 maja.
Następnie Reigns zainicjował rywalizację z Reyem Mysterio, po tym, jak Reigns brutalnie potraktował syna Mysterio, Dominika Mysterio. Obaj zmierzyli się o mistrzostwo w walce Hell in a Cell 18 czerwca na odcinku SmackDown, z Reignsem jako zwycięzcą. 25 czerwca na odcinku SmackDown, gdy odnosił się do swojego zwycięstwa nad Mysterio, Reigns został zaatakowany przez powracającego Edge'a, co doprowadziło do meczu o tytuł pomiędzy nimi w Money in the Bank, gdzie Reigns obronił pas z pomocą Setha Rollinsa.
Po walce Reigns skonfrontował się z powracającym Johnem Ceną. W ciągu następnych tygodni, Cena wyzwał Reignsa do walki o tytuł na SummerSlam, a po początkowym odrzuceniu wyzwania Ceny, walka została ogłoszona oficjalną na SummerSlam. Podczas PPV, Reigns pokonał Cenę i zachował tytuł, ale potem skonfrontował się z powracającym Brockiem Lesnarem. Następnie powrócił do rywalizacji z Finnem Balorem, którego pokonał na SmackDown z 3 września 2021 r. zachowując tym samym tytuł Universal. Na Extreme Rules doszło do rewanżu, gdzie Reigns pokonał alter ego Balora – Demona. W październiku na Crown Jewel Reigns pokonał Lesnara, dzięki pomocy The Usos. Podczas listopadowego PPV Survivor Series w starciu mistrz Universal vs mistrz WWE Reigns pokonał Big E'go w walce wieczoru tejże gali, aby potem powrócić do rywalizacji z Brockiem Lesnarem. Do ich walki miało dojść na Day 1, jednak dzień przed galą u Reignsa wyszedł pozytywny wynik testu na koronawirusa, więc walka została odwołana, a Lesnar został dodany do walki o mistrzostwo WWE, które wygrał.
7 stycznia na SmackDown Seth Rollins został zaprezentowany, jako przeciwnik Reignsa na Royal Rumble w walce o pas Universal. 16 stycznia Reigns został najdłużej panującym mistrzem Universal, przełamując panowanie Lesnara (503 dni), co z kolei było szóstym najdłuższym panowaniem mistrzostw świata w historii WWE.
Na Royal Rumble przegrał on przez dyskwalifikację z Rollinsem, jednak zgodnie z zasadami zachował tytuł. Nieco później w trakcie walki o pas WWE pomiędzy Lesnarem, a Lashleyem zaatakował Lesnara, przez co ten stracił pas. Podczas Elimination Chamber obronił tytuł w walce z powracającym Goldbergiem. Na WrestleManii została ogłoszona jego walka unifikacyjna z mistrzem WWE Brockiem Lesnarem. W walce wieczoru tejże gali pokonał on swojego przeciwnika i został Undisputed WWE Universal Championem. Podczas WrestleMania Backlash Reigns oraz The Usos  pokonali Drew McIntyre'a oraz mistrzów tag teamowych Raw RKBro. Po raz pierwszy do obrony tytułów Reigns stanął na SmackDown 17 czerwca, gdzie pokonał Riddle'a. Po walce powrócił Brock Lesnar, który zaatakował Reignsa oraz The Usos. Na SummerSlam Reigns oraz Lesnar zmierzyli się w Last Man Standing Matchu. Po wielu ingerencjach ze strony The Usos oraz Paula Heymana Reigns opuścił SummerSlam nadal jako mistrz. 3 września podczas kolejnej gali PPV Clash at the Castle Reigns obronił swoje pasy w walce z Drew McIntyre'em.

## Życie osobiste
Anoaʻi z pochodzenia jest w połowie Samoańczykiem i w połowie Włochem. Jego ojciec, Sika Anoaʻi oraz brat Rosey również byli wrestlerami. Jest spokrewniony m.in. z Yokozuną, Rikishim, Umagą, The Usos czy The Rockiem. Jego największym idolem jest Bret Hart.
Anoaʻi ożenił się z Galiną Joelle Becker w grudniu 2014 roku. Para ma córkę, Joelle.
Jest katolikiem, przed walkami wykonuje znak krzyża.

## Filmografia

### Film
| Rok  | Tytuł                                 | Rola         | Notatki  |
| ---- | ------------------------------------- | ------------ | -------- |
| 2016 | Countdown (2016 film)                 | Jako: On sam | Wrestler |
| 2017 | The Jetsons & WWE: Robo-WrestleMania! | Jako: On sam | Głos     |
| 2019 | Fast & Furious Presents: Hobbs & Shaw | Mateo Hobbs  |          |

### Telewizja
| Rok  | Tytuł                | Rola         | Notatki                                                                   |
| ---- | -------------------- | ------------ | ------------------------------------------------------------------------- |
| 2013 | Total Divas          | Jako: On sam | Sezon 1                                                                   |
| 2015 | Conan                | Jako: On sam |                                                                           |
| 2015 | WWE 24               | Jako: On sam | Dokument o Romanie, jego rodzinie i jego doświadczeniu na Wrestlemanii 31 |
| 2016 | Unfiltered           | Jako: On sam | Wywiad z Renne Young                                                      |
| 2016 | WWE 24               | Jako: On sam | Dokument o doświadczeniach różnych wykonawców na Wrestlemanii 32          |
| 2016 | Good Morning America | Jako: On sam | 7 stycznia                                                                |
| 2018 | Good Morning Britain | Jako: On sam | 29 sierpnia                                                               |
| 2019 | Cousins for Life     | Rodney       | Odcinek: "Farewell to Arthur?"                                            |

### Youtube
| Rok          | Tytuł        | Rola         | Notatki           |
| ------------ | ------------ | ------------ | ----------------- |
| 2016–obecnie | UpUpDownDown | Jako: On sam | Regularne występy |

### Gry komputerowe
| Rok  | Nazwa              | Notatki                     |
| ---- | ------------------ | --------------------------- |
| 2004 | NCAA Football 2005 | Jako: Joe Anoa'i            |
| 2013 | WWE 2K14           | Jako: Roman Reigns (debiut) |
| 2014 | WWE 2K15           | Jako: Roman Reigns          |
| 2015 | WWE 2K16           | Jako: Roman Reigns          |
| 2016 | WWE 2K17           | Jako: Roman Reigns          |
| 2017 | WWE 2K18           | Jako: Roman Reigns          |
| 2018 | WWE 2K19           | Jako: Roman Reigns          |
| 2019 | WWE 2K20           | Jako: Roman Reigns          |
| 2021 | WWE 2K22           | Jako: Roman Reigns          |
| 2022 | WWE 2K23           | Jako: Roman Reigns          |
| 2023 | WWE 2K24           | Jako: Roman Reigns          |

## Mistrzostwa i osiągnięcia

### Futbol

#### National Collegiate Athletic Association
- First-team All-ACC (2006)

### Wrestling

#### Florida Championship Wrestling
- FCW Florida Tag Team Championship (1 raz) – z Mikiem Daltonem

#### Pro Wrestling Illustrated
- Największy progres roku (2015)
- Tag team roku (2013) z Sethem Rollinsem
- PWI umieściło go na 4. miejscu w top 500 wrestlerów rankingu PWI 500 w 2015
- PWI umieściło go na 1. miejscu w top 500 wrestlerów rankingu PWI 500 w 2016[89]

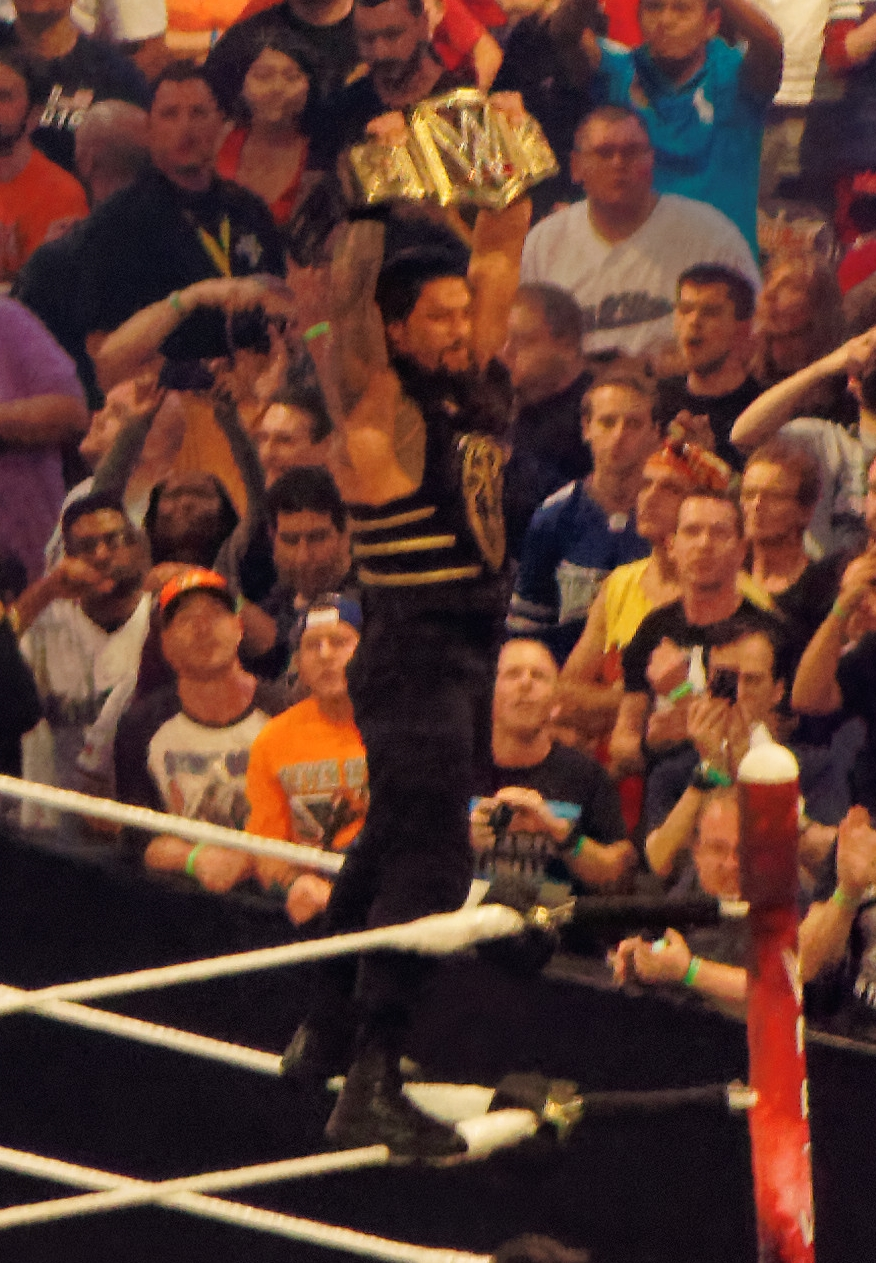
Roman Reigns jako WWE World Heavyweight Champion.

#### Wrestling Observer Newsletter
- Największy progres (2013)
- Najlepszy tag team (2013) z Sethem Rollinsem
- Najbardziej przeceniany (2016)

#### WWE
- WWE World Heavyweight Championship (3 razy)
- WWE Universal Championship (2 razy)
- WWE United States Championship (1 raz)
- WWE Intercontinental Championship (1 raz)
- WWE Tag Team Championship (1 raz) – z Sethem Rollinsem
- Royal Rumble (2015)
- Slammy Awards (7 razy)
- Breakout Star of the Year (2013) z Deanem Ambrosem i Sethem Rollinsem jako The Shield
- Extreme Moment of the Year (2015) – Furia po TLC
- Faction of the Year (2013, 2014) z Deanem Ambrosem i Sethem Rollinsem jako The Shield
- Superstar of the Year (2014)
- Trending Now (Hashtag) of the Year (2013) – #BelieveInTheShield
- „What a Maneuver” of the Year (2013) – Spear

### Bilans Luchas de Apuestas
| Zwycięzca              | Przegrany                                            | Miejsce                 | Gala | Data                 | Notka  |
| ---------------------- | ---------------------------------------------------- | ----------------------- | ---- | -------------------- | ------ |
| Roman Reigns (kariera) | Sheamus (tytuł – WWE World Heavyweight Championship) | Filadelfia, Pensylwania | Raw  | 14 grudnia 2015(dts) | [ 55 ] |